# 려춘석
려춘석(呂春錫, 1931년 7월 10일 ~ 2018년 8월 26일)은 조선민주주의인민공화국의 군인 겸 정치인이다. 조선인민군 대장으로 김일성군사종합대학 총장 겸 당 중앙위원회 위원이다. 최고인민회의 제12기 대의원이다.

## 경력
1975년 9월, 조선인민군 소장 계급으로 5군단 참모장을 역임했으며, 1980년 10월 당 중앙위 후보위원에 선출되었다. 1984년 12월, 인민군 중장으로써 4군단장에 올랐다. 1992년 4월 인민군 상장으로 진급했으며, 1994년 10월 7군단장에 임명되었다.
1997년 11월 인민무력부 부부장을 거쳐 1998년 9월 인민무력성 부상이 되었으며, 다시 2000년 9월 인민무력부 부부장이 되었다. 2002년 4월 인민군 대장 계급이 부여되었다. 2008년 2월이후 김일성군사종합대학 총장으로 재임 중이다. 2010년 9월, 조선로동당 중앙위원회 위원에 선임되었다.

## 최고인민회의 대의원
1982년 최고인민회의 제8기 대의원에 선출되었으며, 1990년 제9기와 1998년 제10기 그리고 2003년 제11기 대의원을 연이어 지냈다. 2009년 4월이후 제12기 대의원이다.

## 기타
2011년 12월 김정일 사망 당시에 국가장의위원회 위원을 맡았다.